# The Dream Mixes
The Dream Mixes è un album dei Tangerine Dream pubblicato nel 1995.
L'album è costituito da versioni remixate di sei tracce provenienti da album precedenti (Rokoon, Turn of The Tides e Tiranny of Beauty), oltre a 4 tracce inedite. Tutto il materiale è caratterizzato da un sound preminentemente techno, come attesta il retro copertina: "This album energizes the famous TD sound with an infectious beat."
Nel 1996 è stata pubblicata una versione su doppio CD, in cui alle tracce della prima edizione si aggiungono 6 tracce di cui 4 diverse versioni remix di tracce già presenti nel primo cd, e 2 inediti.

## Tracce (CD1)
1. Little Blond in the Park of Attractions (The Final Dub) — 7:17
2. Rough Embrace - 5:30
3. Touchwood (The Forest Mix) — 7:00
4. Jungle Journey (Reptile Mix) — 6:20
5. Virtually Fields — 6:50
6. Firetongues (The Break Freak Mix) — 6:18
7. San Rocco — 7:17
8. Catwalk (Dress-up Mix) — 7:49
9. Change of the Gods — 7:19
10. Bride in Cold Tears (The Motown Monk Mix) — 5:31

## Tracce (CD2)
1. Touchwood (Radio Edit) — 4:02
2. Little Blond in the Park of Attractions (Radio Edit) — 4:09
3. Catwalk (Black Ink Mix) — 8:12
4. Touchwood (Poison Byte Mix) — 7:54
5. Iowa - 7:10
6. Sojus - 9:19